# Isaac Broydé
Isaac Broydé (in russo Исаак Соломонович Бройде?, Isaak Solomonovič Brojde; Porazava, 23 febbraio 1867 – New York, 15 aprile 1922) è stato un orientalista e bibliotecario russo.

## Biografia
Nativo di Porazava nell'odierna Bielorussia, dopo aver frequentato il ginnasio di Hrodna, nell 1883 si trasferì a Parigi, dove nel 1892 si laureò alla scuola di lingue orientali della Sorbona, ultimando due anni dopo il corso di studi scienze storiche e filologiche dell'École des Hautes Études.
Nel 1890 divenne il segretario di Joseph Derenbourg, e, alla sua morte cinque anni più tardi, l'Alleanza israelitica universale lo incaricò di continuare l'edizione delle opere del rabbino Saadya Gaon, iniziata dal suo maestro.

Contestualmente, fu nominato bibliotecario dell'Alleanza Israélite Universelle, posizione dalla quale si dimise nel 1900. Si trasferì allora per un breve periodo a Londra, per catalogare la biblioteca di Elkan Nathan Adler, e nello stesso anno si stabilì a New York come redattore della Jewish Encyclopedia, collaborando anche con la biblioteca pubblica municipale..
Morì il 15 aprile 1922 a New York.

## Opere
- Résumé des Réflexions sur l'Ame de Baḥya ben Joseph ibn Pakuda, Parigi, 1894;
- Torat ha-Nefesh: Réflexions sur l'Ame de Baḥya ben Joseph ibn Pakuda, tradotto dall'arabo in ebraico, con note e commento introduttivo, Parigi 1894;
- La Prise de Jérusalem par les Perses, sous Heraclius, Orléans, 1896, tradotto da un antico manoscritto in lingua araba presente nella collezione di documenti relativi alle Crociate, posseduti dal conte Couret.

Pubblicò numerosi articoli nelle riviste accademiche Jewish Quarterly Review e Revue des Études Juives.